# Durrës
Durres (albansk: Durrësi; italiensk: Durazzo; latin: Dyrrhachium; græsk: Δυρράχιον; tyrkisk: Dıraç) er den næststørste by i Albanien, hovedby i præfekturetDurrës. Byen har mere end 113.249(2011) indbyggere. Det er en af de ældste byer og økonomisk vigtigste byer i Albanien. Durres er beliggende centralt på den albanske kyst, omkring 33 km vest for Albaniens hovedstad Tirana og er landets vigtigste havneby.
Byen er beliggende ved et af de smalleste steder i Adriaterhavet, overfor de italienske havne i Bari, 300 km væk, og Brindisi, 200 km. I Durres, og det nyeste offentlige universitet i Albanien ved navn Aleksander Moisiu. Durres var fra 7. marts 1914 hovedstad i Fyrstendømmet Albanien under Wilhelm af Albanien til den i februar 1920 blev flyttet til Tirana ved proklamationen af den nye albanske stat.